# Ceratosanthes rupicola
Ceratosanthes rupicola är en gurkväxtart som beskrevs av Henry Nicholas Ridley. Ceratosanthes rupicola ingår i släktet Ceratosanthes och familjen gurkväxter. Inga underarter finns listade i Catalogue of Life.